# James Gould (Jurist)
James Gould (* 5. Dezember 1770 in Branford, Colony of Connecticut; † 11. Mai 1838 in Litchfield, Connecticut) war ein US-amerikanischer Jurist, der an der Litchfield Law School lehrte.

## Leben
Sein Urgroßvater Richard war etwa um 1700 von Devonshire nach Branford eingewandert. James schloss sein Studium 1791 an der Yale University erfolgreich ab, dort arbeitete er von 1793 bis 1795 als Tutor. 1795 setzte er seine Ausbildung an der 1784 gegründeten Litchfield Law School fort. Nach seiner Zulassung als Anwalt im Jahre 1798 trat er in die Kanzlei des Gründers der Law School, Tapping Reeve ein und wurde ebenfalls Lehrer an der Hochschule. 1816 wurde er als Richter an das höchste Gericht Connecticuts, den Supreme Court of Connecticut, berufen, den er nach Verabschiedung der neuen Verfassung im Jahre 1818 wieder verlassen musste. 1820 wurde er Superintendent der Hochschule, deren Leitung er nach dem Tode von Reeve von 1823 bis 1833 übernahm. Gould veröffentlichte Principles of Pleading in Civil Actions (New York, 1832; Neuausgabe von Franklin F. Heard, Albany, 1887).
Sein Sohn Edward Sherman Gould (1808–1885) wurde ein bekannter Schriftsteller, Übersetzer und Literaturkritiker. Ein weiterer Sohn, John W. Gould (1814–1838), veröffentlichte Geschichten zur Seefahrt.